# 中野区立江古田小学校
中野区立江古田小学校（なかのくりつ えごたしょうがっこう）は、東京都中野区江古田二丁目にある公立小学校。

## 概要
中野区の北東部、新青梅街道と目白通りの間の住宅地に位置する小学校。
1975年度（昭和50年度）に障害児学級が設置されたが、同年度中に中野区立武蔵台小学校へ移転した。
2009年度（平成21年度）末より、京王バスの路線で中野区立谷戸小学校、中野区立桃花小学校に続いて本校児童の描いた絵が展示される「ギャラリーバス」が運行を開始した。

## 沿革
- 1881年（明治9年） - 豊玉学校の東福寺分校として開校

## 交通
最寄り駅
- 都営地下鉄大江戸線 新江古田駅 - 徒歩約10分
- 西武新宿線 沼袋駅 - 徒歩約10分

## 著名な出身者
- 木南了（社会人野球選手）
- 内藤忍（実業家）